# Szvjatoszláv tveri fejedelem
Szvjatoszláv Jaroszlavics (oroszul Святослав Ярославич), (? – 1282?) Tver fejedelme 1272-től haláláig.
Szvjatoszláv születésének és halálának pontos ideje nem ismert. Apja Jaroszláv tveri fejedelem volt. Anyját, Natalját még a fiú kiskorában megölték a tatárok Perejaszlavl ostromakor, Szvjatoszlávot pedig elhurcolták túsznak. 1266-ban apja őt jelölte pszkovi részfejedelemnek, de a novgorodiak (névlegesen az ő fennhatóságuk alá tartozott ekkor Pszkov) nem őt választották. 1268-ban Novgorod oldalán harcolt a wesenbergi csatában a dánok és teuton lovagok ellen.
Apja 1272-es halála után ő örökölte Tver trónját. Hercegként részt vett a perejaszlavli Dmitrij és Vaszilij vlagyimiri nagyfejedelem konfliktusában a novgorodi fejedelemségért. Szvjatoszláv Vaszilijt támogatta és megszállta a novgorodi Volok Lamszkij, Vezsica és Vologda városokat. A rossz viszony Tver és Perejaszlavl között a nagyfejedelem halála után is folytatódott, egészen az 1290-es évekig. Szvjatoszláv 1282-ben hadjáratot vezetett Dmitrov városa ellen, és ezután a krónikák nem említik többé.
Utóda a trónon öccse, Mihail Jaroszlavics lett.

## Fordítás
- Ez a szócikk részben vagy egészben  a(z)   Святослав Ярославич (князь тверской) című orosz Wikipédia-szócikk ezen változatának fordításán alapul.  Az eredeti cikk szerkesztőit annak laptörténete sorolja fel. Ez a jelzés csupán a megfogalmazás eredetét és a szerzői jogokat jelzi, nem szolgál a cikkben szereplő információk forrásmegjelöléseként.

| Előző uralkodó: Jaroszláv | Tveri fejedelem 1272 – 1282 | Következő uralkodó: I. Mihail |